# Dipteryx micrantha
Dipteryx micrantha ist eine Pflanzenart aus der Gattung Dipteryx innerhalb der Familie der Hülsenfrüchtler (Fabaceae). Diese neotropische Art ist im westlichen und nördlichen Brasilien, Ecuador, Kolumbien, Bolivien und Peru verbreitet.

## Beschreibung
Die Arten der Gattung Dipteryx ähneln sich teils sehr stark, bei Dipteryx micrantha und Dipteryx ferrea sind die Unterschiede marginal.

### Vegetative Merkmale
Bei Dipteryx micrantha handelt es sich um einen deutlich über das Kronendach des Waldes erhebenden (emergenten) Baum, der Wuchshöhen von 35 bis 60 Metern. und einen Stammdurchmesser von bis zu 200 Zentimetern erreichen kann. Das Holz mit etwa 0,9 g/cm³ ist schwer und hart. Es sind Brettwurzeln oder Riffelungen am Stamm vorhanden. Die oberirdischen Pflanzenteile sind fast alle kahl.
Die wechselständig an den Zweigen angeordneten Laubblätter sind in Blattstiel und -spreite gegliedert. Die bis zu 30 Zentimeter lange Blattrhachis ist schmal geflügelt, auf der Oberseite gerillt und endet in einem langen Anhängsel. Die gefiederte Blattspreite besitzt meist wechselständig an der Blattrhachis bis zu 12 Fiederblättchen, die 2 bis 4 Millimeter lang gestielt sind. Die leicht ledrigen, ganzrandigen und bespitzten bis spitzen, eiförmigen bis elliptischen, oberseits glänzenden Blättchen sind 3 bis über 13 Zentimeter lang und bis über 7 Zentimeter breit mit abgerundeter bis leicht herzförmiger Basis, ihre Oberseite ist fein durchsichtig punktiert. Nebenblätter fehlen.

### Generative Merkmale
Der endständige und vielblütige, rispige Blütenstand ist fein flaumig behaart und enthält viele Blüten. Die früh abfallenden Deckblätter sind länglich-lanzettlich. Die Knospen sind bis zu 6 Millimeter lang.
Die zwittrige und kurz gestielte Blüte ist zygomorph und fünfzählig mit doppelter Blütenhülle. Der fast kahle, gefärbte und drüsige Kelch besitzt eine 2,5 Millimeter lange Kelchröhre. Zwei Kelchblätter sind vergrößert. Die lila bis rosa Blütenkrone besitzt die Form einer Schmetterlingsblüte. Die beiden Flügel sind etwa 8 Millimeter lang sowie etwa 3,5 Millimeter breit und spärlich, nicht auffällig drüsig-punktiert. Das Fruchtblatt und der Griffel sind kahl. Es sind 10 Staubblätter vorhanden.
Die eiförmige bis elliptische oder rundliche, fleischige, einsamige, bis 5,5 Zentimeter lange, glatte, bräunliche Frucht ist steinfruchtartig, ölhaltig und öffnet sich nicht bei Reife. Die aromatischen, länglichen und dunklen Samen sind 3 bis 4 Zentimeter lang.

## Ökologie
Als Sämling, „Setzling“ ist Dipteryx micrantha schattentolerant, bis ein mittleres Alter erreicht ist. Zeitlebens ist ihr Wachstum sehr langsam, so wachsen junge Bäume im Durchschnitt 6 bis 8 Zentimeter pro Jahr. Mit zunehmendem Alter wird Licht ein wichtigerer Faktor, der ein Wachstum über 25 Zentimeter ermöglicht. In den ersten 50 Jahren wächst der Baumdurchmesser 3 bis 3,5 mm im Jahr, nach 200 Jahren nur noch etwa 1 Millimeter. Nur bei ungestörter Entwicklung erreicht ein Baum das Kronendach und diese Exemplare können dann mehr als 1000 Jahre alt werden.
Die Samen von Dipteryx micrantha sind eine Nahrungsquelle für viele verschiedene Arten wie Fledermaus-Arten, Aguti, Pekari, Tapir, Eichhörnchen und den Weißwedelhirsch. Wie andere emergente Arten auch ist Dipteryx micrantha eine wichtige Brutstätte für viele Vogelarten wie Papageien (Grünflügelara, Gelbbrustara, Scharlachara, Rotbauchara, Gelbscheitelamazone, Mülleramazone, Goldwangenpapagei), Sittiche (Pavuasittich, Weddellsittich), den Würgadler und die Harpyie, die als einzige ausschließlich auf emergenten Arten brütet.

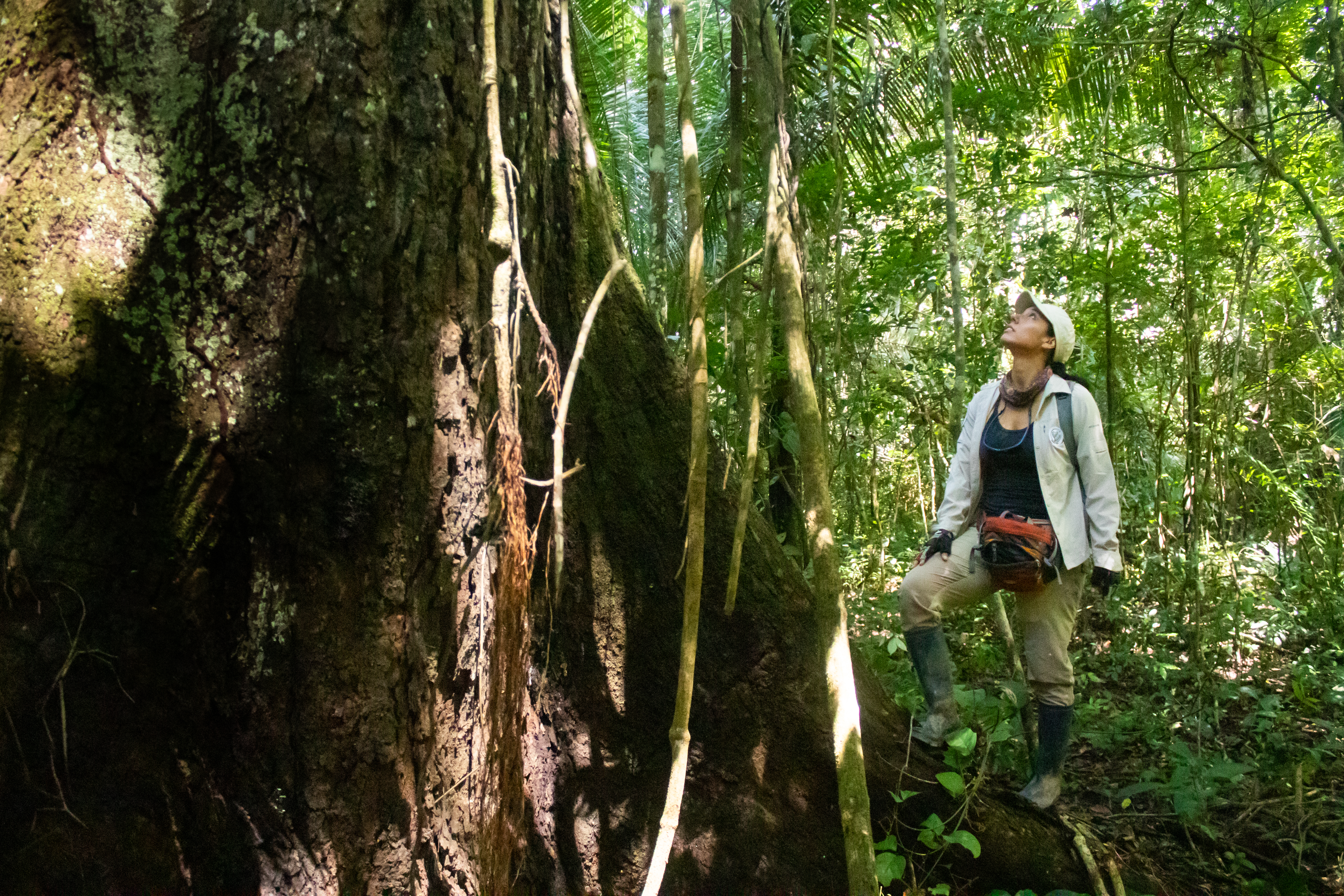
Stamm eines Shihuahuaco

### Altersschätzung- und Verteilung
Im Distrikt Las Piedras in Peru hat eine Gruppe Wissenschaftler mehr als 700 Individuen vermessen. Zur Altersbestimmung bedienten sie sich einer allometrischen Formel, um ausgehend vom Durchmesser von 120 Juvenilen/Adulten (>10 cm dbh) auf das Alter zu schließen. Die Untersuchung ergab, dass die Population Dipteryx micrantha im Einzugsgebiet ein durchschnittliches Alter von 684 Jahren hatte, wobei 87 % über 300, 68 % sogar über 500 Jahre alt waren. Ganze 15 % der Individuen war über 1000 Jahre alt, wobei das älteste Exemplar auf 1327 Jahre geschätzt wurde.

## Taxonomie
Das Typusmaterial wurde durch Günther Tessmann in Ostperu: Mittlerer Marañón, San Isidro, Mündung des Pastaza, im Januar 1925 gesammelt und im Botanischen Garten und Museum zu Berlin-Dahlem mit der Sammelnummer G. Tessmann 4967 hinterlegt. Die Erstbeschreibung von Dipteryx micrantha erfolgte 1926 durch Hermann August Theodor Harms in Notizblatt des Botanischen Gartens und Museums zu Berlin-Dahlem. Berlin-Dahlem, Band 9, S. 976. Das Artepitheton micrantha setzt sich zusammen aus den altgriechischen Wörtern μικρός (mikrós) für „klein“ und ἄνθος (anthos) für Blüte zusammen. Ein Synonym für Dipteryx micrantha ist Coumarouna micrantha (Harms) Ducke

## Trivialnamen
Trivialnamen sind in Südamerika sind beispielsweise Shihuahuaco oder Cumarú.

## Nutzung
Die Früchte sind essbar, wie auch gekochte Samen. Das dauerhafte Holz wird genutzt, es ist ähnlich wie jenes des Tonkabohnenbaums.